# Charles Evans Hughes
Charles Evans Hughes (ur. 11 kwietnia 1862 w Glens Falls w stanie Nowy Jork, zm. 27 sierpnia 1948 w Osterville w Massachusetts) – amerykański prawnik i polityk.

## Życiorys
Hughes ukończył Brown University w 1881 roku i uzyskał dyplom prawa na Columbia University w 1884 roku. Przez kolejne dwadzieścia lat pracował jako prawnik w Nowym Jorku, z wyjątkiem trzech lat, gdy wykładał prawo na Cornell University.
W 1905 roku został wybrany gubernatorem stanu Nowy Jork, a dwa lata później zwyciężył ponownie w wyborach na to samo stanowisko. Prezydent William Howard Taft 25 kwietnia 1910 roku wysunął jego kandydaturę na sędziego Sądu Najwyższego i 2 maja została ona zatwierdzona przez Senat. Na stanowisku sędziego zasiadał do 1916 roku, gdy zrezygnował, aby ubiegać się o fotel prezydenta Stanów Zjednoczonych z ramienia Partii Republikańskiej w wyborach prezydenckich w 1916 roku.
Po przegranej w wyborach z Woodrowem Wilsonem powrócił do prywatnej praktyki adwokackiej w Nowym Jorku. W latach 1921–1925 był sekretarzem stanu Stanów Zjednoczonych. Później ponownie powrócił do prywatnej praktyki adwokackiej, jednocześnie będąc delegatem Stanów Zjednoczonych w Stałym Trybunale Arbitrażowym oraz sędzią w Stałym Trybunale Sprawiedliwości Międzynarodowej w Hadze. Funkcję tę pełnił w latach 1926–1930.
Później powrócił do Sądu Najwyższego, tym razem jako jego przewodniczący. Jego nominację na to stanowisko wysunął 3 lutego 1930 roku prezydent Herbert Hoover i została ona zaakceptowana przez Senat dziesięć dni później. Hughes przewodniczył obradom Sądu Najwyższego przez ponad 11 lat ustępując 1 lipca 1941 roku. Zmarł siedem lat później, w wieku 86 lat.